# César Porto
César Porto (30 de Novembro de 1873 — Lisboa, 25 de Dezembro de 1944) foi um jornalista, pedagogo e escritor português.

## Biografia
Formou-se em Antropologia, em Paris, e exerceu o magistério primário em várias escolas portuguesas. Assíduo colaborador do jornal A Batalha tendo também colaborado na revista  Renovação (1925-1926) ; era mação e republicano e iniciou sua vida política como libertário.
Ganhou lugar entre a intelectualidade portuguesa participando no movimento para a educação progressista. A César Porto, professor de Português e Sociologia da Escola Oficina nº 1, se deve o primeiro estudo sobre a pedagogia soviética com base na vivência de uma viagem à Rússia a convite da Federação Pan-Russa dos Trabalhadores de Ensino. O relato da viagem, A Rússia Hoje e Amanhã, teve circulação restrita durante o governo da ditadura.
Em 1924 fundou e dirigiu a revista Educação Social que era a favor da educação progressista, a Escola Única, em prática na Escola Oficina nº1 e na Escola da Granja. A revista teve a colaboração de várias personalidades proeminentes da educação e cultura que defendiam o ensino com base em filosofias de ensino com base na experiência da criança como as de Claparède, Stanley Hall, Ferrière, Kerchensteiner e Dewey.
Fez parte da comissão promotora da Liga de Ação Educativa e do conselho pedagógico da Universidade Popular Portuguesa.

## Obras principais
- Versos, 1892
- Naufrágios, 1900
- Pedagogia Soviética
- O Posser e o Teatro Anormal, 1901
- Ladeira Acima, 1902
- O Impossível Regresso, 1903
- Tragédia Antiga, 1903[3]
- Terra Virgem, 1905
- O Refúgio, 1912
- Educação e Ensino, 1914
- O Teatro na Escola, 1914
- O Ensino da «História», 1914
- O Inverno, 1917
- Metodologia, 1921
- A formiga e a cigarra: auto da reparação (teatro) (movimento Teatro Livre e em colaboração com Adolfo Lima), 1926
- A Rússia Hoje e Amanhã. Uma Excursão ao País dos Sovietes, 1929